# Eucomis bicolor
Espèce
Eucomis bicolor, le lys ananas panaché ou tout simplement lys ananas. est une espèce bulbeuse de plante à fleurs de la famille des Asparagaceae, sous-famille des Scilloideae, originaire d'Afrique australe (Des Provinces du Cap, Lesotho, KwaZulu-Natal, État Libre). les provinces du nord). Les fleurs vert pâle, à marges pourpres, sont disposées en une grappe (raceme), surmontée d'une "tête" de bractées vertes en forme de feuille. C'est une plante bulbeuse ornementale, bien que ses fleurs dégagent une odeur désagréable, très attirante pour les mouches, principales pollinisatrices.

## Description

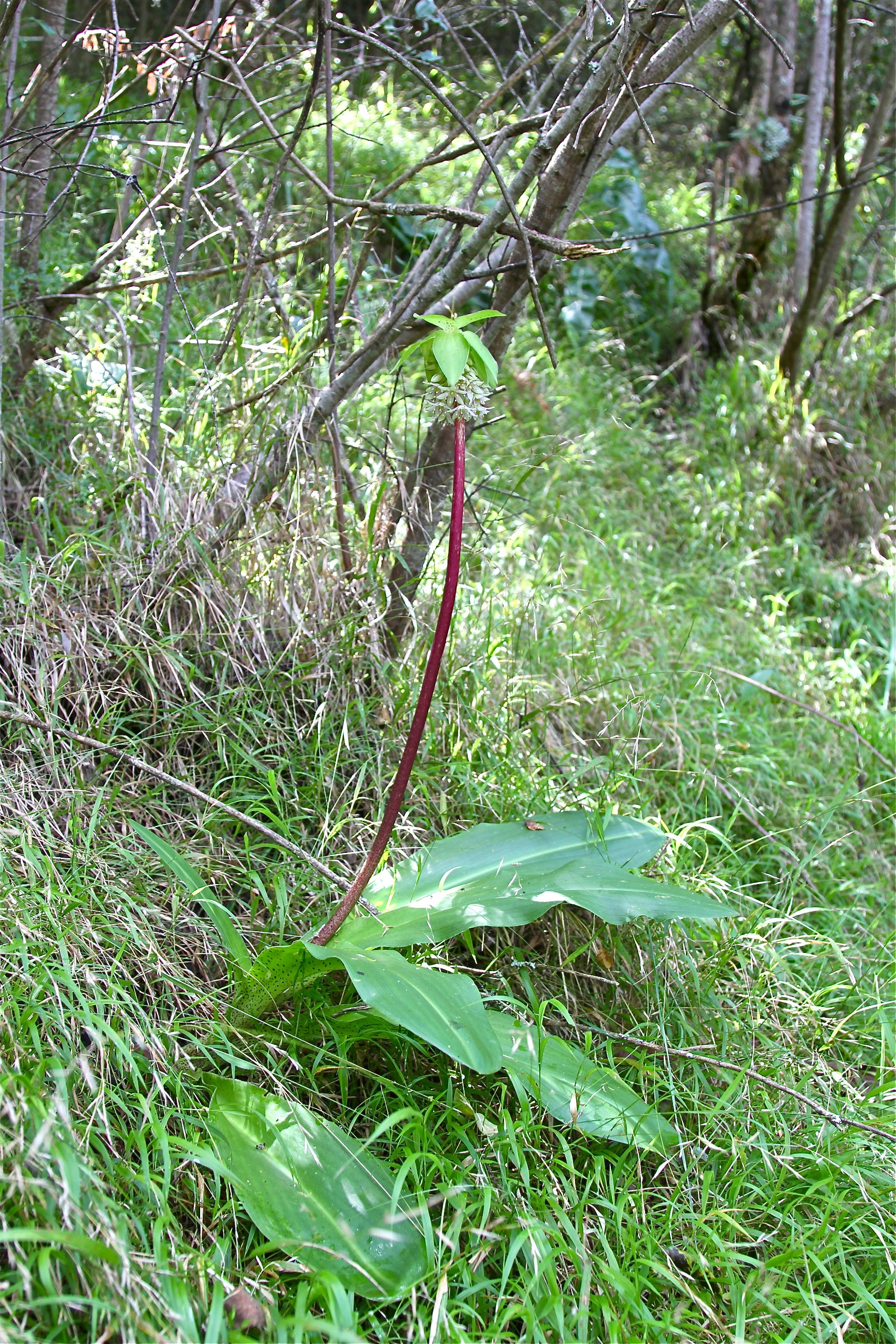
Dans le parc national Royal Natal

Eucomis bicolor est une vivace qui pousse à partir d'un assez gros bulbe. Elle atteint 30–60 cm de hauteur, avec une rosette basale de feuilles ondulées de 30–50 cm de long. En fin d'été (à partir de mi-août), elle produit une tige trapue (pédoncule), souvent avec des taches pourpres. L'inflorescence est une grappe de fleurs de couleur vert pâle, avec une marge violette et des tépales jusqu'à 15 mm de long, portées sur des pédicelles de 2 cm de long. L'inflorescence est terminée par une tête de couleur vert pâle à feuilles bractées, parfois teintée de violet. Au plus près les fleurs ont une forte odeur désagréable. L'ovaire est vert,,.
Les homoisoflavanones eucomine, eucomol, (E) -7-O-méthyl-eucomine, (-) - 7-O-méthyleucomol, (+) - 3,9-dihydro-eucomine et 7-O-méthyl-3, 9-dihydro-eucomine peuvent être isolée à partir de bulbes de E. bicolor.

## Taxonomie
Eucomis bicolor a été décrit pour la première fois par John Gilbert Baker en 1878 L'épithète spécifique bicolor signifie, bien sûr, qu'il a deux couleurs; les tépales sont vert pâle avec des marges pourpres. Il fait partie d'un groupe d’espèces tétraploïdes dans les Eucomis, avec 2 n = 4 x = 60.

## Distribution et habitat
Eucomis bicolor est originaire d'Afrique australe (provinces du Cap, du Lesotho, du KwaZulu-Natal, de l'État libre et des provinces du nord). le long de l'escarpement du Drakensberg, on le trouve dans les prairies humides, souvent près des ruisseaux, jusqu'à une altitude de 2 500 mètres.

## Écologie

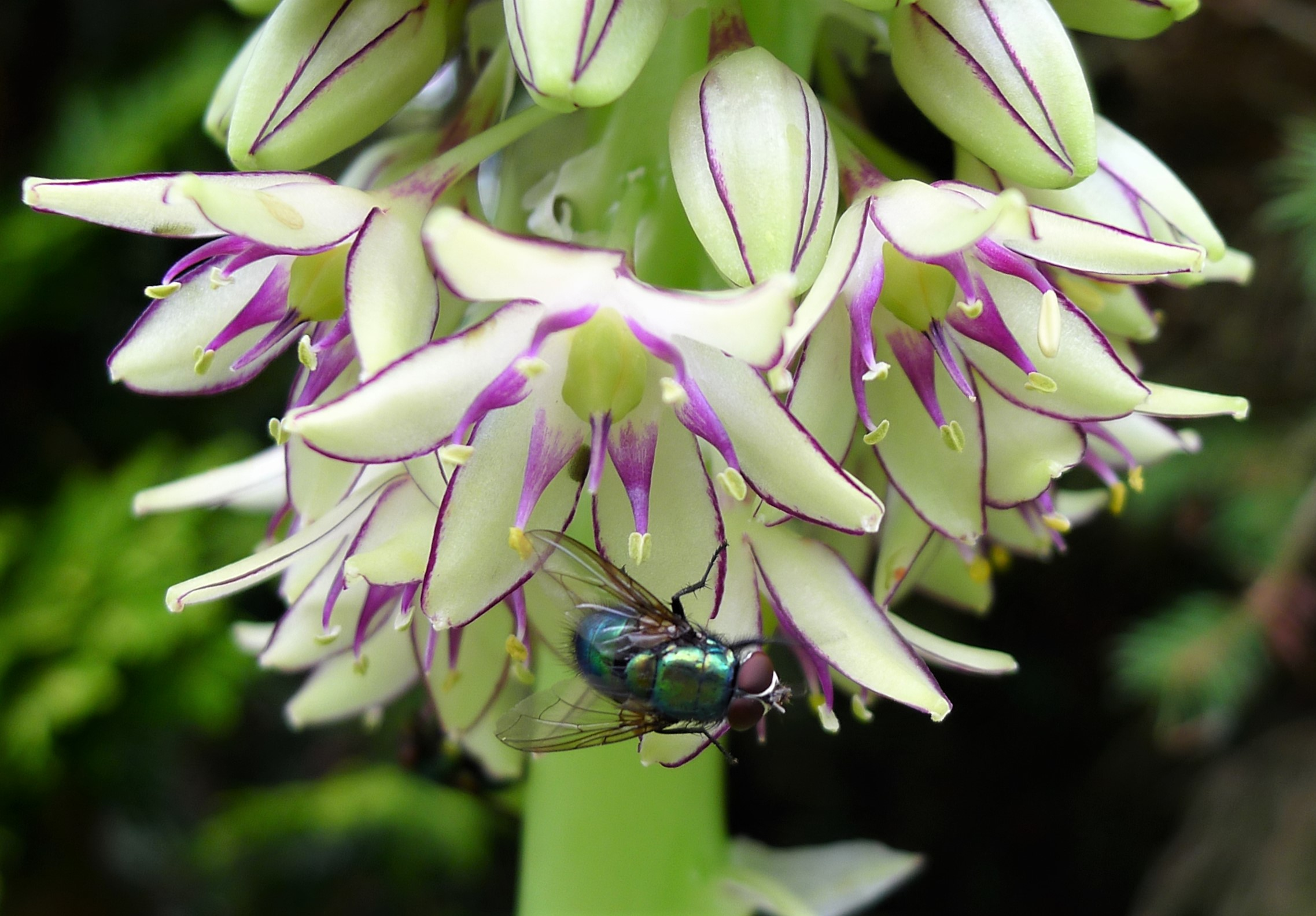
Une mouche sur les fleurs

Eucomis bicolor est principalement pollinisées par des mouches, y compris les mouches à viande, les mouches domestiques et les mouches de chair, attirés par des composés de soufre dans le parfum des fleurs.

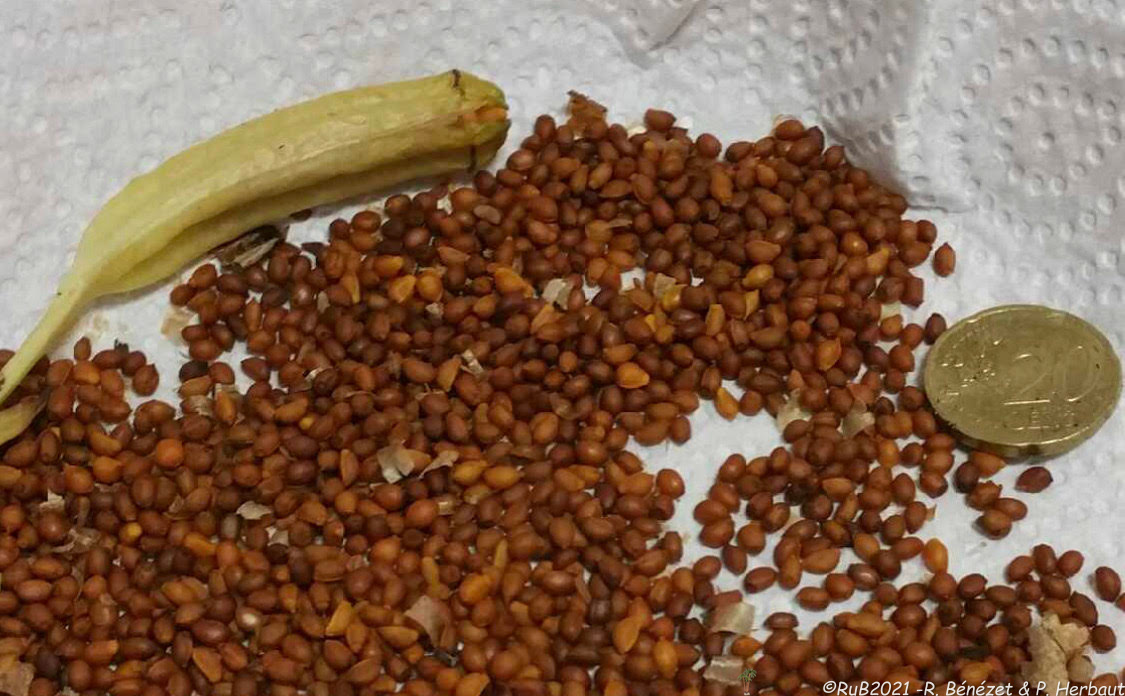
graines de Eucomis bicolor - Lys ananas -

## Culture
En culture, Eucomis bicolor n’est pas très résistant au gel. Il est classé comme rustique dans les zones USDA 8 à 10 et nécessite un paillis  d’hiver dans les zones plus froides (zones 6 à 7). Au Royaume-Uni, on dit qu'il est rustique jusqu'à −10 °C , s'il est gardé au sec en hiver. Une exposition au soleil et une eau abondante sont nécessaires en été pour une floraison réussie.
Le cultivar E. bicolor  'Alba' a des fleurs blanches unies sans aucune coloration pourpre. Il ressemble à Eucomis autumnalis mais se distingue par de longues tiges florales (pédicelles).